# Vincenzo di Saragozza
Vincenzo di Saragozza (Huesca, ... – Valencia, 22 gennaio 304), diacono e martire, è venerato come santo dalla chiesa cattolica e da quella anglicana.

## Biografia
Secondo la tradizione più attendibile nacque a Huesca, alle propaggini dei Pirenei, ma anche le città spagnole di Valencia e Saragozza ne rivendicano la nascita. Saragozza si trovava nella Regione della Tarragona, ed è per questo che il santo è spesso indicato anche come Vincenzo di Tarragona.
Di nobile famiglia, figlio del console Eutichio e della matrona Enola, Vincenzo ebbe un'educazione pari al suo stato: destinato alle lettere, venne ben presto affidato dal padre a Valerio, vescovo di Saragozza, perché provvedesse alla sua formazione spirituale. Il vescovo lo nominò arcidiacono, considerandolo suo braccio destro ed affidandogli anche il compito di predicare in sua vece.

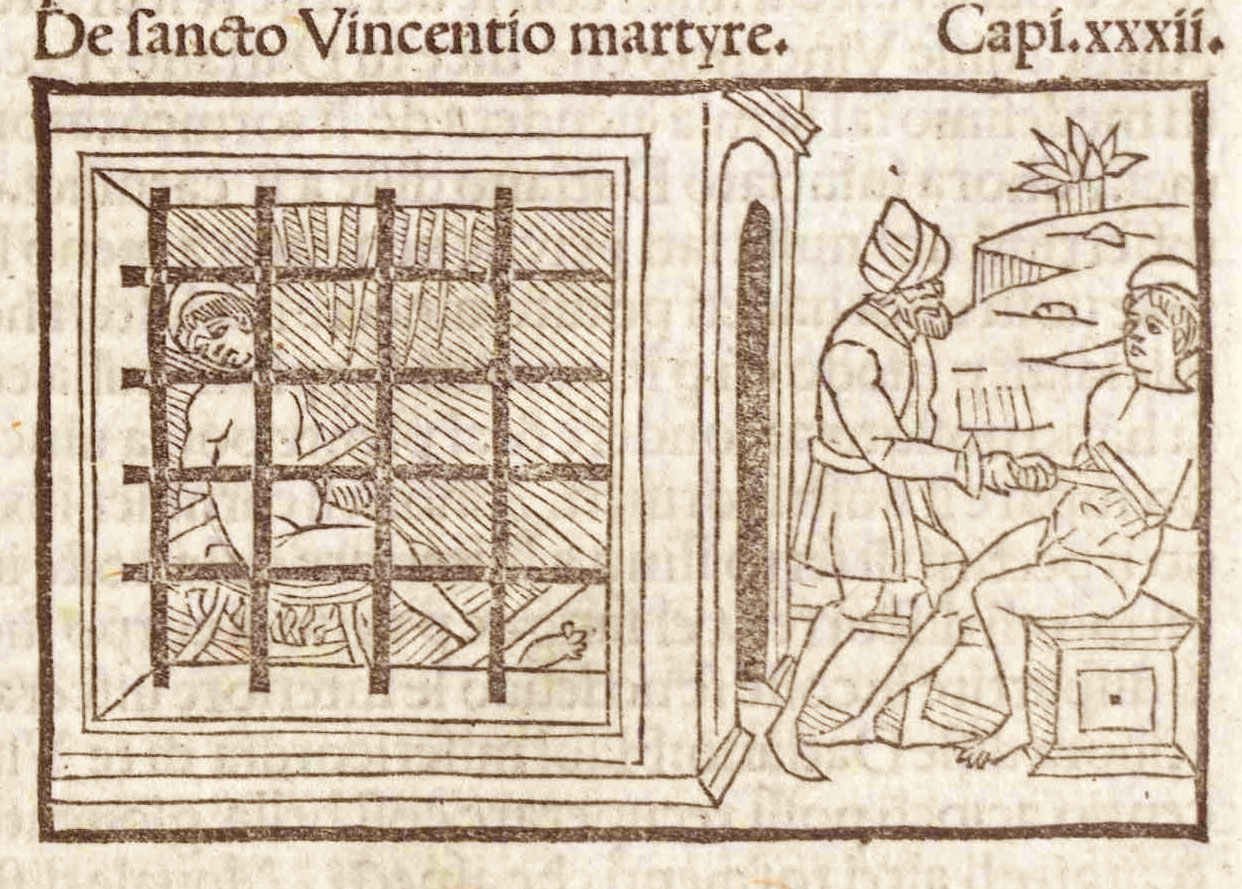
Il martirio di Vincenzo nella Legenda Aurea (1497)

Intanto Diocleziano scatenava la persecuzione contro i cristiani; gli editti dell'imperatore imponevano la distruzione di edifici, libri e arredi cristiani; i cristiani che ricoprivano cariche pubbliche sarebbero stati esautorati e sottoposti a torture e tutti i sudditi dell'impero prima di compiere una qualsiasi azione pubblica dovevano offrire sacrifici agli dèi.
In questo clima terribile il vescovo Valerio e l'arcidiacono Vincenzo non si sottrassero ai loro doveri continuando a testimoniare la loro fede e Daciano, il prefetto della provincia spagnola nella quale vivevano, ordinò il loro arresto. Condotti a Valencia, dove Daciano teneva il tribunale, furono fustigati, torturati ed infine uccisi.

## Il culto

### Inizio del culto

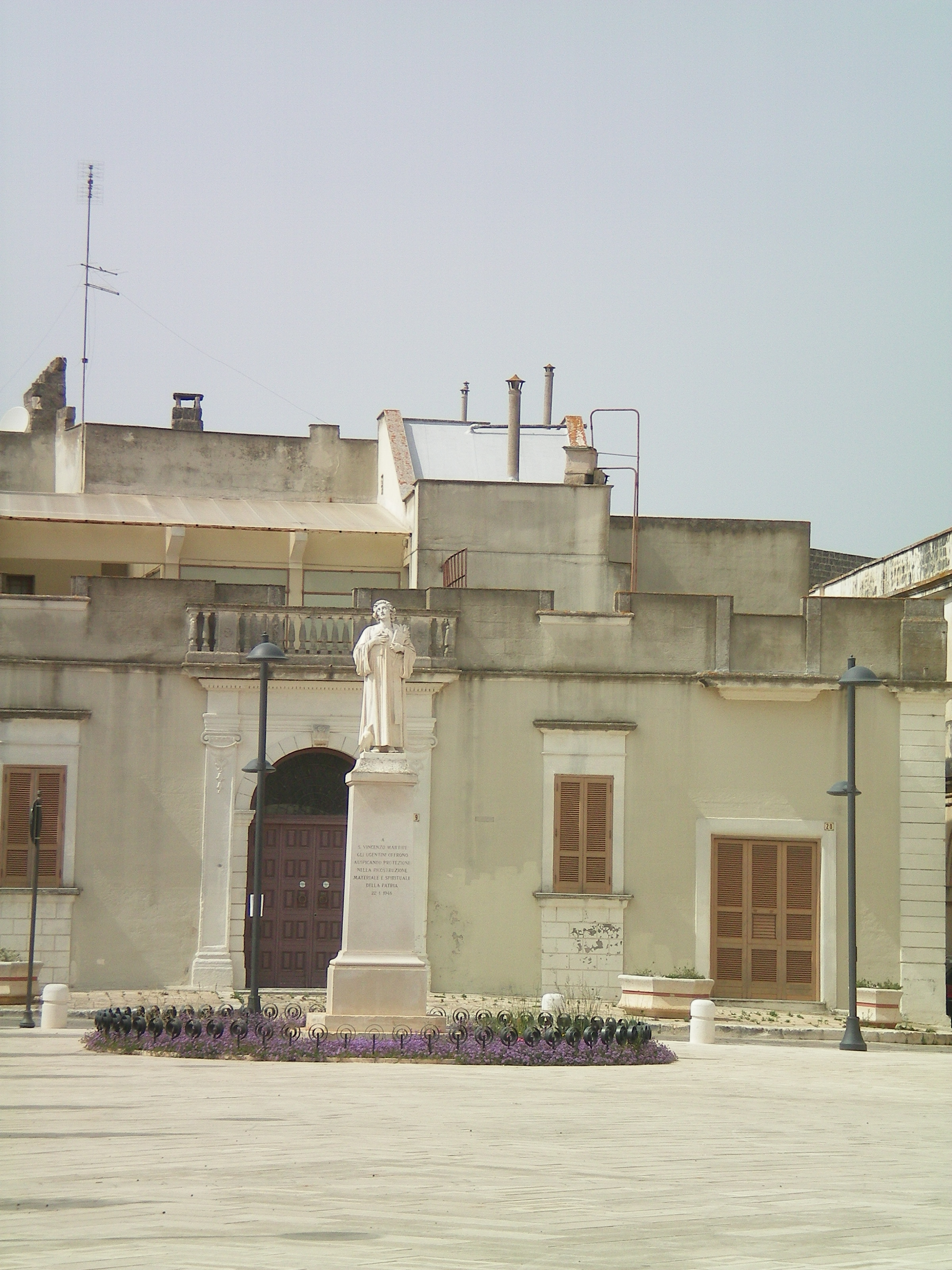
Monumento a San Vincenzo di Saragozza diacono e martire nell'omonima piazza della città di Ugento (LE) della quale il santo è patrono

Con l'avvento dell'imperatore Costantino, che si era convertito al cristianesimo, a Valencia veniva eretta una basilica in onore di san Vincenzo e sotto l'altare principale venivano composte le sue reliquie. Tuttavia, in seguito all'invasione dei Mori, i cristiani di Valencia trafugarono il corpo del Martire per metterlo al sicuro in Portogallo, in una chiesetta fatta appositamente costruire in località del promontorio poi detto Capo San Vincenzo. Finita la guerra contro i Mori, le spoglie furono imbarcate su una nave che fece rotta verso Lisbona.
Narra una leggenda devozionale che durante il viaggio alcuni corvi si posassero sulla prua e sulla poppa di tale nave quasi a voler significare la loro rinnovata protezione al santo martire che già un giorno avevano salvato dalle fiere. Giunto in città, il corpo venne deposto nella chiesa di Santa Giusta e Santa Rufina e dopo qualche tempo, il 15 settembre 1173, trasportato solennemente in cattedrale. In ricordo vennero coniate delle monete.

### Patronati

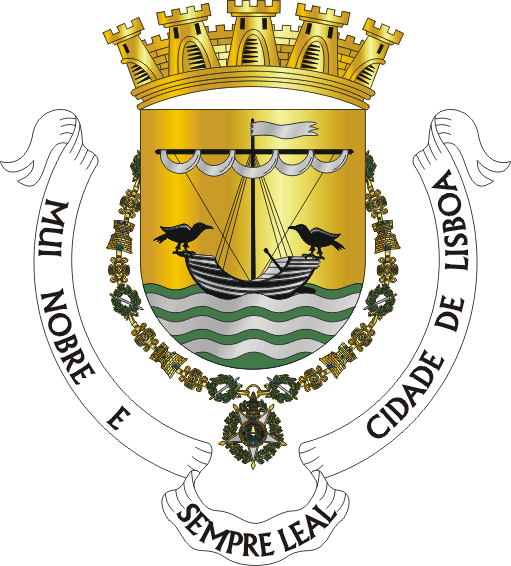
Lo stemma della città di Lisbona

Protettore in particolare degli orfani, delle vedove e dei poveri, san Vincenzo porta un nome che, da Vincens, è simbolo e un augurio di vittoria. Vincenzo è il vincente, colui che vince il male, qualunque esso sia. San Vincenzo (São Vicente) è patrono di Lisbona. Lo stemma della città raffigura la nave che trasportò i resti mortali di san Vincenzo, dall'Algarve a Lisbona nel 1173, governata, a poppa e a prua, dai due corvi, che vegliano sulle reliquie del santo.
San Vincenzo è fra i martiri maggiormente conosciuti e venerati nel mondo cattolico e il suo culto, sin dai tempi più remoti, si è tramandato in molti paesi e non solo della Spagna sua patria. A tal proposito Agostino scriveva: "Qual è oggi la contrada, qual è la provincia dove si estendono l'impero romano e il nome di Cristo che non celebri con gioia l'anniversario del martirio di San Vincenzo"? Agostino, dal 410 al 413 ogni 22 gennaio pronunciava, dalla basilica Restituta di Cartagine, discorsi in onore del diacono martire Vincenzo. San Vincenzo si festeggia ancora il 22 gennaio in diverse località dell'Europa, dell'Africa e perfino delle lontane Americhe. In Italia 91 tra parrocchie e chiese venerano il suo nome; sin dal Trecento è protettore della città di Vicenza che, secondo un'antica leggenda, ne porta il nome, di Acate (RG) dove viene venerato il corpo del Santo e festeggiato 3 settimane dopo Pasqua, di Adrano (CT), di San Vincenzo la Costa (CS), di Villetta Barrea (AQ), di Nole (TO), di Ugento (LE) e dell'omonima Diocesi, di Miggiano (LE), di Arigliano (LE), di Tripi (ME), di Mirabello Monferrato (AL) e di Saint-Vincent (AO). A Mistretta (ME) una chiesa è dedicata al culto del Santo, venerandone una bellissima statua corredata da un elegante fercolo processionale.
San Vincenzo è il patrono dell'Ordine dei Diaconi della diocesi di Bergamo.

### Alcune leggende agiografiche

#### Il martirio
Secondo una leggenda agiografica, il prefetto Daciano tentò invano di piegare la volontà di Valerio e Vincenzo e di fiaccare i loro corpi, anzi, si meravigliò, quando vennero portati al suo cospetto, di trovarli ancora in buone condizioni fisiche. Daciano si adirò con le guardie, accusate di essere state troppo tenere con i due cristiani, poi cercò di adoperare le armi della persuasione. Queste furono le parole di Vincenzo anche a nome di Valerio: 
Daciano mandò il vescovo in esilio e riversò la sua ira su Vincenzo. Il primo supplizio a lui riservato fu quello del cavalletto: uno strumento di tortura terribile che lussava tutte le ossa del corpo. Vincenzo rimaneva con gli occhi al cielo in preghiera, come se il supplizio non lo riguardasse. Daciano, pensando che la tortura fosse troppo lieve, comandava di arpionare il corpo con uncini di ferro. Vincenzo conservava lo stesso atteggiamento. Anzi così parlava rivolgendosi al carnefice: 
Il prefetto, con gli occhi fuori dall'orbita per la rabbia, ordinò le ultime atrocità: il martirio a graticola e le lamine infuocate. Vincenzo continuava a sopportare le torture impassibile. Daciano allora decise di sospendere quel genere di torture. Vincenzo fu portato in un'oscura prigione e disteso sopra cocci di vasi rotti perché gli si rinnovassero le piaghe e i dolori.
A quel punto avvenne il miracolo: le catene si spezzarono e i cocci si trasformarono in fiori, mentre uno splendore di luce celestiale illuminò la cupa prigione. Gli angeli scesero dal cielo per consolare Vincenzo e prepararlo a godere del Paradiso. Il carceriere del santo si convertì.
Daciano si apprestò all'ultimo tentativo: convincere Vincenzo non più con le torture, ma con favori. Lo fece trasferire su un letto e gli concesse di ricevere i suoi amici, cercando invano di piegarlo con le lusinghe.

#### Sul corpo
Una leggenda miracolistica racconta che dopo la morte, Daciano (oggi sarebbero identificati i cognomi italiani di origine romana Dassiano e Dassano) ordinò che il corpo del martire venisse gettato in un campo deserto e dato in pasto alle fiere: Dio però sarebbe intervenuto mandando un corvo a vegliare e a difendere le spoglie del santo.
Successivamente, il prefetto ordinò che il cadavere fosse rinchiuso in un sacco e gettato in mare, legandovi un grosso sasso in modo da trascinarlo in fretta al fondo. Oggi le reliquie del glorioso Martire sono custodite ad Acate in provincia di Ragusa.

#### Sui miracoli
Numerose sono le leggende devozionali su presunti miracoli attribuiti al santo: Gregorio di Tours narra di come gli abitanti di Saragozza vennero salvati dall'assedio posto da Childeberto re dei Franchi grazie all'intercessione di san Vincenzo, la cui tunica custodivano e veneravano. Fatta la pace lo stesso Childeberto portava a Parigi un'altra reliquia che si venerava a Saragozza: una stola del santo.

## Luoghi di culto dedicati a san Vincenzo

### Italia
- Rettoria Chiesa dei Santi Vincenzo e Anastasio a Trevi, Roma.
- Abbazia Chiesa dei Santi Vincenzo e Anastasio alle Tre Fontane, Roma
- Parrocchiale Pieve dei Santi Vincenzo e Anastasio (Galliera), San Vincenzo di Galliera (BO);
- Parrocchia San Vincenzo e Santo Stefano, Verciano, comune di Capannori (LU);
- Parrocchia San Vincenzo Martire, Orroli (CA);
- Parrocchia Cattedrale Santa Maria Assunta, Ugento (LE);
- Patrono della Diocesi di Ugento-Santa Maria di Leuca;
- Parrocchia San Vincenzo Levita e martire, Miggiano (LE);
- Parrocchia San Vincenzo Levita e Martire, Arigliano (LE);
- Pieve di San Vincenzo diacono e martire in Porpetto;
- Chiesa di San Vincenzo Martire (Finocchieto, frazione del comune di Stroncone) (TR);
- Complesso monumentale di Galliano, Basilica di San Vincenzo, Cantù (CO);
- Parrocchia di San Vincenzo Martire, Mirabello Monferrato (AL);
- Parrocchia San Vincenzo Martire, Tripi (ME);
- Parrocchia di San Vincenzo Martire, Cernobbio (CO);
- Parrocchia di San Vincenzo Martire, Nole (TO);
- Chiesa di San Vincenzo Martire, Urzano, frazione di Neviano degli Arduini (PR)
- Parrocchia San Vincenzo Martire di Caronno Varesino (VA);
- Chiesa di San Vincenzo, Gioia Vecchio (AQ);
- Convento di San Vincenzo e Anastasio, Abbadia di Amandola (AP);
- Chiesa dei Santi Vincenzo e Anastasio, Ascoli Piceno.
- Cripta di Sant'Anastasio, Asti.
- Chiesa dei Santi Vincenzo e Anastasio (Varallo Pombia) (Varallo Pombia, NO);
- Parrocchiale di San Vincenzo e Anastasio, Villar Dora (TO);
- Parrocchiale di San Vincenzo e Anastasio, Cambiano (TO);
- Parrocchiale di San Vincenzo e Anastasio, Monteobizzo, Pavullo nel Frignano (MO);
- Parrocchiale di San Vincenzo e Anastasio, Rignano Flaminio (RM);
- Parrocchiale di San Vincenzo e Anastasio, Capiago Intimiano (CO);
- Parrocchia di San Vincenzo e Anastasio, (Sarola, frazione di Chiusavecchia) (IM);
- Parrocchia di San Vincenzo e Anastasio, (Peraga, frazione di Vigonza, PD);
- Pieve dei Santi Vincenzo e Anastasio, Semproniano (GR);
- Parrocchia di San Vincenzo diacono e martire, Galliano d'Eupilio (CO), ora Comunità Pastorale "Sant'Antonio Maria Zaccaria".
- Parrocchia di San Vincenzo martire, Gravedona ed Uniti (CO), Comunità Pastorale "San Francesco Spinelli".
- Chiesa San Vincenzo Cimnago, Lentate sul Seveso (MB);
- Parrocchia San Vincenzo Martire, San Vincenzo La Costa, CS.
- Parrocchia di San Vincenzo Levita e Martire, Arigliano (LE);
- Parrocchia di San Vincenzo Martire, Cremnago, frazione del comune di Inverigo (CO);
- Cattedrale di Berna (Svizzera) - (in tedesco: Berner Münster);
- Parrocchia di San Vincenzo Martire in Cerete Basso, frazione di Cerete (BG);
- Chiesa di San Vincenzo, Vicenza.
- Parrocchia San Vincenzo Martire (Briano, frazione del comune di Caserta) (CE);
- Parrocchia dei Santi Vincenzo e Anastasio, Gaudisciano, frazione del comune di Caianello (CE);
- Chiesa di San Vincenzo, Giaglione (TO);
- Chiesa di San Vincenzo, Calcinato (BS);
- Parrocchia di San Vincenzo, Thiene (VI);
- Parrocchia di San Vincenzo, Saint-Vincent (Italia) (AO);
- Chiesa dei Santi Pietro e Vincenzo martire, Tenero (Ticino, Svizzera);
- Parrocchia di San Vincenzo, Cresciano (Ticino, Svizzera);
- Chiesa di San Vincenzo e Sant'Alessandro, Ponteranica, (Provincia di Bergamo);
- Chiesa di San Vincenzo Diacono - Case Code frazione di Sagliano Micca (BI);
- Chiesa di San Vincenzo ad Acate (RG);
- Abbazia di San Vincenzo al Volturno, Castel San Vincenzo e Rocchetta a Volturno (IS);
- San Vincenzo Valle Roveto (AQ);
- Parrocchia di San Vincenzo e Anastasio - Capiago - (CO);
- Parrocchia di san Vincenzo Martire - Cerello con Battuello di Corbetta.
- Basilica di San Vincenzo in Prato - Milano;

### Francia
- Cattedrale di San Vincenzo a Saint-Malo, a Saint-Malo